# مونونوکه
مونونوکه (ژاپنی: 物の怪 هپبورن: Mononoke) ارواح انتقام‌جو (اُنریو)، ارواح مرده (شیریو)، ارواح زنده (ایکیریو)، یا به‌طور کلی ارواح در ادبیات کلاسیک ژاپنی و دین عامیانه هستند که گفته شده کارهایی نظیر تسخیر کردن افراد و رنج دادن آن‌ها، منشأ بیماری، یا حتی مرگ انجام می‌دهند. همچنین گاهی اوقات برای اشاره به یوکای یا گردمان (موجودات تغییر یافته) استفاده می‌شود.

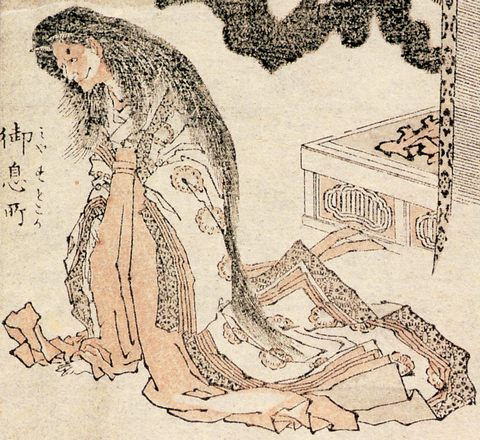
بانو روکوجو در هیبت یک ایکیریو در اثری با عنوان «آئویی نو اوئه» (葵上) از مانگای هوکوسایی اثر کاتسوشیکا هوکوسائی

مونونوکه اغلب در ادبیات دوره هی‌آن دیده می‌شود. به‌طور مثال در جلد نهم از گِنجی مونوگاتاری، «آئویی» به عنوان ایکیریو بانو روکوجو است، که آئویی نو اوئه را تسخیر کرده بود. به‌علاوه در نشریاتی همچون اوکاگامی و ماسوکاگامی توضیحاتی دربارهٔ مونونوکه وجود دارد. در آن زمان‌ها که علم پزشکی هنوز به‌طور کامل توسعه نیافته بود، افرادی مثل راهب‌ها و شوگِنشا در مقابل بیماری‌هایی که مسبب آن‌ها مونونوکه است با اجرای طلسم و دعا مونونوکه را موقتاً به فرد دیگری به نام «یوریشیرو» (اغلب خدمتکاران یا شاگردان) منتقل می‌کردند. آن‌ها برای بهبود بیماری عمل جن‌گیری را بر روی مونونوکه انجام می‌دادند. اظهارات مرتبط با این اعمال را می‌توان به‌طور مفصل در آثاری مانند کتاب پیلو و خاطرات لیدی موراساکی یافت.